# Christian Peder Bianco Boeck
Christian Peder Bianco Boeck (Kongsberg, 1798 – Oslo, 1877) è stato un medico, naturalista e alpinista norvegese.
Pubblicò alcuni lavori fondamentali sulla paleontologia degli invertebrati. Amico di Baltazar Mathias Keilhau, scalò assieme a lui diverse vette in Norvegia e nel resto d’Europa (fra cui le Dolomiti). Dal 1828 al 1840 insegnò medicina veterinaria presso l’Università di Christiania (l’odierna Universitetet i Oslo), divenendo in seguito professore di fisiologia.